# Vođa
Vođa je titula koja se sada često povezuje uglavnom kultom ličnosti kod raznih diktatora.

## Nazivi u totalitarnim sustavima
- Josif Staljin se je službeno zvao vožd (ruski вождь) nakon svog pedesetog rođendana u 1929.[1] U ruskom jeziku riječ vožd znači vođa.
- Adolf Hitlerov slogan "Ein Volk, ein Reich, ein Führer" ("Jedan narod, jedan Reich (država), jedan Führer").
- Benita Mussolinija je sebe zvao "Il Duce" (od riječi dužd) što u talijanskom znači vođa.
- Francisco Franco nosio je naziv Caudillo
- Ion Antonescu i Nicolae Ceaușescu nazivali su se Conducător.
- Jozef Tiso nazivao se je Vodca.
- Fidel Castro (Máximo Líder, veliki vođa“).
- Kim Il-sung do danas nosi naziv 위대한 수령 widaehan suryŏng, „veliki vođa“.
- Kim Jong-il je nosio naziv 친애하는 지도자 ch'inaehanŭn chidoja, „voljeni vođa“.
- Ante Pavelić je nosio naziv poglavnik
- Ferenc Szálasi je nosio naziv Nemzetvezető (vođa naroda).
- Nursultan Nazarbajev nosi naziv vođa naroda (Ұлт Лидері/Ult Lideri).
- Saparmurat Nijazov je nosio naziv  “vođa svih Turkmena”.
- Muammar al-Gaddafi je nosio naziv vođa revolucije.
- Saddam Hussein se je nazivao „al-Kaid al-Daruri“ (nezamjenjivi vođa).